# فريدريكا بيدادي
فريدريكا بيدادي (بالبرتغالية: Frederica Piedade‏) مواليد 5 يونيو 1982 في البرتغال، هي لاعبة كرة مضرب برتغالية سابقة بدأت مسيرتها كمحترفة سنة 1997، اعتزلت اللعب في 2014. أعلى تصنيف لها في الفردي كان المركز الـ 142 في سنة 2006. أعلى تصنيف لها في الزوجي كان المركز الـ 158 في سنة 2009.

## روابط خارجية
- فريدريكا بيدادي على موقع رابطة محترفات التنس (الإنجليزية)
- فريدريكا بيدادي على موقع الاتحاد الدولي لكرة المضرب (الإنجليزية)
- فريدريكا بيدادي على موقع كأس بيلي جين كينغ (الإنجليزية)
- فريدريكا بيدادي على موقع خلاصة التنس.كوم (الإنجليزية)
- فريدريكا بيدادي على موقع إي إس بي إن.كوم (الإنجليزية)